# Memecylon arcuatomarginatum
Memecylon arcuatomarginatum är en tvåhjärtbladig växtart som beskrevs av Ernest Friedrich Gilg och Adolf Engler. Memecylon arcuatomarginatum ingår i släktet Memecylon och familjen Melastomataceae. Utöver nominatformen finns också underarten M. a. simulans.